# 1922 az irodalomban
Az 1922. év az irodalomban.

## Megjelent új művek

### Próza
- Karel Čapek regénye: Továrna Na absolutno (Abszolútum-gyár)
- Willa Cather: One of Ours (Egy miközülünk)
- John Dos Passos: Rosinante to the Road Again (Rosinante újra útrakel), rendhagyó spanyolországi útikönyv[1]
- Ilja Ehrenburg orosz, szovjet író regénye: Julio Jurenito (Необычайные похождения Хулио Хуренито)
- F. Scott Fitzgerald:
  - The Beautiful and the Damned (Szépek és átkozottak), regény
  - Tales of the Jazz Age (Történetek a dzsessz korszakból), gyűjteményes kötet
- Anatole France gyermekkori emlékezéseinek befejező kötete: Virágzó élet (La Vie en fleur)
- Elkezdődik Roger Martin du Gard regényfolyamának kiadása: Les Thibaults (A Thibault család), 1922-1940
- David Garnett brit író, kiadó regénye: Lady into Fox (Rókafeleség)
- Hermann Hesse regénye: Siddhartha
- Megjelenik könyv alakban James Joyce nagy regénye, a Ulysses, amely „minden más műnél nagyobb hatást fejt ki a modern prózára.”[2] (1918 és 1920 között folytatásokban jelent meg)
- D. H. Lawrence regénye: Aaron's Rod (Áron vesszeje)
- Sinclair Lewis regénye: Babbitt
- Katherine Mansfield novelláinak kötete: The Garden Party and other stories, benne a kötet címadó írása: The Garden Party (A gardenparti)
- François Mauriac: Le Baiser au lépreux (A könyörületes csók)[3]
- Borisz Paszternak kisregénye: Gyetsztvo Ljuversz [Детство Люверс] (Luvers gyermekkora)
- Borisz Pilnyak orosz író regénye: Голый год (Meztelen év)
- Liviu Rebreanu erdélyi román író híres regénye: Akasztottak erdeje (Pădurea spânzuraților)
- Romain Rolland Az elvarázsolt lélek (L'Âme enchantée) című regénytetralógiájának első kötete. Két további kötet 1924-ben, az utolsó 1933-ban jelenik meg
- Upton Sinclair regénye: They Call Me Carpenter: A Tale of the Second Coming (Az ács fiának hívnak)
- Sigrid Undset: Korset (A kereszt), a Kristin Lavransdatter regénytrilógia (1920–1922) befejező kötete
- Stefan Zweig novellája: Amok

### Költészet
- Paul Claudel: Poèmes de guerre (Háborús versek)
- John Dos Passos egyetlen megjelent verseskötete: A Pushcart at the Curb (Zöldségárus a járdaszélen), spanyolországi útiélményeiből keletkezett[1]
- T. S. Eliot fő műve: The Waste Land (Weöres Sándor fordításában: A puszta ország, Vas István fordításában: Átokföldje)[4]
- Carl Sandburg verseskötete: Slabs of the Sunburnt West (A napégette Nyugat mezői), benne a költő egyik legnagyobb, tíz részből álló költeménye: The Windy City (A szeles város)[5]
- Paul Valéry kötete: Charmes (Varázslatok)

### Dráma
- Bertolt Brecht színdarabja: Trommeln in der Nacht (Dobszó az éjszakában), bemutató
- Karel Čapek drámája: Věc Makropulos (A Makropulos ügy), bemutató
- Jean Cocteau drámái: 
  - Antigoné, bemutató
  -  Mariés de la Tour Eiffel (Az Eiffel-torony jegyespárja)
- Tien Han kínai drámaíró, költő, színész művei:
  - Ha fej tien ji je (Egy este a kávéházban)
  - Vu fan cse csien (Ebéd előtt)
- Hugo von Hofmannsthal „barokkos színpadi műve”: Das Salzburger grosse Welttheater (A salzburgi nagy világszínház)[6]
- Eugene O’Neill szimbolista drámája: A szőrös majom (The Hairy Ape), bemutató
- Luigi Pirandello:
  - Enrico IV (IV. Henrik), tragédia; megjelenés és bemutató
  - Vestire gli ignudi (Öltöztessétek föl a mezteleneket), vígjáték

### Magyar irodalom
- József Attila első verseivel jelentkezik: Szépség koldusa (Szeged)
- Tóth Árpád verseskötete: Az öröm illan
- Kassák Lajos: A ló meghal a madarak kirepülnek, a magyar irodalmi avantgárd egyik legfontosabb költeménye (Bécs). Eredetileg a 2 x 2 című folyóiratban, majd később önállóan is megjelenik,[7] (1925-ben?)
- Krúdy Gyula regénye: Hét bagoly
- Móricz Zsigmond: Tündérkert. Az Erdély regénytrilógia első részét 1921-ben a Nyugat kezdte közölni; 1922-ben jelenik meg könyv alakban
- Zilahy Lajos regénye: Halálos tavasz. 1940-ben bemutatott filmadaptációja nagy siker volt

## Születések
- január 3.– Nemes Nagy Ágnes magyar költő, műfordító, esszéíró († 1991)
- február 10. – Göncz Árpád magyar író, műfordító, a Magyar Köztársaság korábbi elnök († 2015)
- február 26. – Fekete Gyula magyar író, szociográfus († 2010)
- március 12. – Jack Kerouac amerikai író, költő, művész, az ún. beatnemzedék nevezetes képviselője († 1969)
- augusztus 18. – Alain Robbe-Grillet francia író, filmrendező, a nouveau roman egyik úttörője († 2008)
- november 11. – Kurt Vonnegut amerikai regényíró és esszéista († 2007)
- november 12. – Tadeusz Borowski lengyel író, költő, publicista († 1951)

## Halálozások
- január 27. – Giovanni Verga itáliai (szicíliai születésű) író, a naturalizmussal rokon verizmus irodalmi irányzat fő képviselője (* 1840)
- április 18. – Beöthy Zsolt magyar irodalomtörténész, esztéta, a hazai konzervatív szellemű irodalomtudomány egyik vezető alakja a századfordulón (* 1848)
- június 4. – Velemir Hlebnyikov orosz, szovjet költő, író, az orosz avantgárd kiemelkedő alakja (* 1885)
- július 8. – Mori Ógai, a Meidzsi-kor egyik legnevesebb japán írója (* 1862)
- október 30. – Gárdonyi Géza magyar író, költő, drámaíró (* 1863)
- november 7. – Heinrich Gusztáv magyar irodalomtörténész, a hazai pozitivista irodalomtörténet kiemelkedő képviselője (* 1845)
- november 18. – Marcel Proust francia regényíró, esszéista, kritikus, Az eltűnt idő nyomában című regény szerzője (* 1871)